# Feltre
Feltre – miejscowość i gmina we Włoszech, w regionie Wenecja Euganejska, w prowincji Belluno. Według danych na styczeń 2009 gminę zamieszkiwały 20 783 osoby przy gęstości zaludnienia 206,6 os./1 km².
Miejsce narodzin wczesnorenesanowego humanisty Vittorina da Feltre. W lipcu 1943 miało tu miejsce jedno z ostatnich spotkań Hitlera z Mussolinim.

## Współpraca
Miejscowości partnerskie:
- Bagnols-sur-Cèze, Francja
- Braunfels, Niemcy
- Carcaixent, Hiszpania
- Dudelange, Luksemburg
- Eeklo, Belgia
- Kiskunfélegyháza, Węgry
- Newbury, Wielka Brytania